# ヒーロー・サイクル
ヒーロー・サイクル (Hero Cycles Limited) は、自転車及び関連製品を製造するインドの企業。
1956年にブリジュモハン・ラル・ムンジャル(Brijmohan Lall Munjal) によって、パンジャブ州ルディヤーナーに設立。1986年からは世界最大の自転車生産量を誇る。インド有数の「ヒーロー財閥（ムンジャル財閥）」の中心的企業であり、ヒーロー・モトコープの株式を保有する持ち株会社としての一面を持つ。